# Bontesd
Bontesd (románul: Buntești) falu Romániában, Bihar megyében.

## Fekvése
Belényestől északkeletre található, Bihar megye délkeleti részén.
Bontesd község Belényes dombjai között fekszik, Nagyváradtól kb. 80 km-re délkeletre, Belényestől 20 km-re.

## Lakossága
1583-ban említik először Buntafalva néven.
1910-ben 656 lakosából 648 román, 8 magyar volt.
2002-ben 573 lakosából 573 román volt.
A lakosság fő jövedelemforrása a mezőgazdaság és fafeldolgozás.